# A szállító (televíziós sorozat)
A szállító (eredeti cím: Transporter: The Series) 2012-es kanadai-német-francia akció- és kalandsorozat, A szállító című film alapján készült. Az első epizódot 2012. október 11-én sugározták a német RTL-en.

## Történet
Frank Martin az akiért minden nő odavan, aki szállítja a szállítókat és aki megfélemlíti a bűnözőket is. De nem lenne társa programozója, Carla, és autószerelője, Dieter nélkül. Frank minden napja akcióval és győzelemmel teli.

## Szereplők
- Chris Vance mint Frank Martin
- François Berléand mint Tarconi felügyelő (1. évad, visszatérő a 2. évadban)
- Osvárt Andrea mint Carla Valeri (1. évad)
- Delphine Chanéac mint Juliette Dubois (1. évad)
- Charly Hübner mint Dieter Hausmann (1. évad, 2. évad premierje)
- Violante Placido mint Caterina "Cat" Boldieu (2. évad)

## Gyártás
Az 1. részt a Lost - Eltűntek rendezője Stephen Williams rendezte. Más rendezők is dolgoznak a műsoron, mint Bruce McDonald (A Degrassi gimi, A fiúk a klubból) és Andy Mikita, aki a Stargate Universe és a Sanctuary - Génrejtek rendezője volt. Az egyetlen író, aki meg lett erősítve, hogy a sorozaton dolgozik Carl Binder, aki a Stargate Universe alumnus-a is.
Eredeti kanadai TV veteránok Joseph Mallozzi és Paul Mullie ismertek a munkájukról a Stargate Universe-ben, mint a sorozat alkotói és társírói az 1. résznek. A The Hollywood Reporter szerint ki lettek cserélve 2 rész után egy brit rendező Steve Shill által (Dexter, Esküdt ellenségek: Bűnös szándék, Tudorok) és kanadai veterán felügyelő producer Karen Wookey (Androméda, Mutant X). Azonban Shill elhagyta a projektet 2012 januárjában, helyette viszont senkit se vettek fel.
Forgatási helyszín volt Toronto mellett Párizs, Berlin és Nizza. 2011 októberében leállították a filmezést, mert Chris Vance megsérült egy balesetben. A fennmaradó jeleneteket 2012 tavaszán vették fel. A sorozatot Arri Alexa, Cannon C300 és GoPro kamerákkal veszik fel.

## A sorozat világszerte
A sorozatot először Németországban az RTL-en kezdték el adni 2012. október 11-étől heti egy résszel, főműsoridőben, csütörtökönként, TV-12 rating-gel. A sorozat 2012. december 20-án adta le az 1. évad utolsó részét, két rész leadása nélkül.
Franciaországban 2012. december 6-án kezdett az 1. évad, az M6-on, főműsoridőben csütörtökönként, TV-10-es rating-gel, 1 héten 3 rész leadásával amit egy 2 új rész, 1 ismétlés követ és 1 hét szünet. Az 1. évadot 2013. január 10-én fejezték be. A 2. évad 2015. január 1-jén kezdődött Franciaországban.
Norvégiában 2013. január 1-jén kezdődött a sorozat a TV 2 Zebra-n.
A szállító az HBO Canada (angol szinkronnal) és a Super Écran 1 (francia szinkronnal) kezdte el adni 2013. január 4-én egy különleges 2 órás premierrel, a Trojan Horsepower-rel és a Payback-kel, majd ezután heti egy résszel lett folytatva a sorozat, péntekenként este 9-től. A Trojan Horsepower című részt az HBO Canada a premier előtt online is elérhetővé tette és így a kanadaiak különböző streaming szolgáltatással, 2012. december 18-tól láthatták az első részt. Az 1. évad 2013. március 15-én lett befejezve. A 2. évad Kanadában a The Movie Network és a Movie Central csatornákon kezdődött el 2014. október 5-én.
A Közel-Keleten 2013. március 13-án az FX-en kezdődött a sorozat.
Ausztráliaban 2013. március 20-án kezdődött az FX-en.
Törökországban a sorozat 2013. június 14-én kezdődött az Atv-n.
Portugáliában a sorozat 2013. szeptember 11-én kezdődött a MOV-on a Trojan Horsepower-rel (így a kanadai berendelést használják).
Hollandiában az RTL 5 kezdte el adni 2014. január 2-ától.
Új-Zélandon 2014. június 13-án kezdődött a The Box-on, SKY TV-n (Új-Zéland).
Spanyolországban 2014. július 7-én kezdődött az Antenna 3-on.
Az Amerikai Egyesült Államokban a TNT bejelentette, hogy berendelték A szállító-t és elkezdték adni a sorozatot 2014. október 18-án, szombaton. A TNT testvércsatornája a Time Warner-en keresztül a Cinemax-on korábban leadta a sorozatot, de a Television Critics Association 2013 Summer Press Tour megerősítette, hogy vége lesz a részvételüknek a sorozatban, anélkül, hogy megmutatnak utána mindent. A 2. évad premierje 2014. november 29-én volt a TNT-n, ami azonnal követte az 1. évad végét.